# Zoológico de Dusambé
El Zoológico de Dusambé o Parque zoológico de Dusambé fue fundado en 1960 en Dusambé, la capital del país asiático de Tayikistán. El zoológico está situado en el centro de la ciudad, a orillas del río Luchob (en la avenida Ismoili Somoni), al lado del Estadio Pamir, y mide aproximadamente dos veces el tamaño del estadio.
El parque zoológico de Dusambé para 1974, con 1059 animales relacionados con 254 especies de la fauna mundial, fue considerado como uno de los mejores zoológicos en la entonces Unión Soviética. Las condiciones climáticas relativamente leves de Dusambé permiten especies animales de fauna tropical que se mantienen al aire libre.